# Pedro Cota
Pedro Cota foi um pirata português do século XVII. Após ter sido raptado em 1631, voltou a Argel para se dedicar à pirataria.